# Culex changuinolae
Culex changuinolae är en tvåvingeart som beskrevs av Galindo och Blanton 1954. Culex changuinolae ingår i släktet Culex och familjen stickmyggor.
Artens utbredningsområde är Panama. Inga underarter finns listade i Catalogue of Life.